# برلی، همپشر
برلی، همپشر (به انگلیسی: Burley) یک روستا و محله مدنی در بریتانیا است که در New Forest District واقع شده‌است. برلی، همپشر ۱٬۳۵۰ نفر جمعیت دارد.